# Androuet du Cerceau
Androuet du Cerceau var en fransk familie af arkitekter og kunstnere. De tidligste medlemmer var huguenotter. Familien omfatter blandt andre:
- Jacques Androuet du Cerceau den ældre (1510-1584) – arkitekt, formgiver og kobberstikker
- Baptiste Androuet du Cerceau (1544/47-1590) – arkitekt som udformede Pont Neuf, søn af Jacques den ældre
- Jacques Androuet du Cerceau den yngre (1550-1614) – arkitekt, søn af Jacques den ældre
- Charles Androuet du Cerceau (død 1600) – arkitekt og ingeniør, søn af Jacques den ældre
- Salomon de Brosse (1571-1626) – arkitekt, sønnesøn af Jacques den ældre
- Jean Androuet du Cerceau (ca 1585-1649) – arkitekt og ingeniør, søn af Baptiste
- Paul Androuet du Cerceau (1623–1710) – guldsmed og kobberstikker, grandson af Jacques II
- Gabriel-Guillaume Androuet du Cerceau (flor. 1697–1743) – arkitekt, formgiver og maler, sønnesøn af Jacques den yngre